# 葡萄葉鐵線蓮
葡萄葉鐵線蓮是一種富有韌性的多年生的木質藤本植物，擁有木質莖，能攀爬至 20 至 30 公尺的高處。它在原生地通常見於白堊和石灰岩區，但經引進後，能在多種環境中茁壯，包括林地、森林邊緣、開闊地區，甚至能在柳樹叢生的河岸、廢棄地和沿海及低地一帶扎根。葡萄葉鐵線蓮的快速蔓延會阻塞並破壞原始森林，導致原生植物消失。這種生態危害多發生在大量外來植物入侵或牲畜破壞棲地後。雖然機械和化學控制方法有效，但成本高昂，因此研究者正在探索更經濟實惠的控制策略。

## 名稱

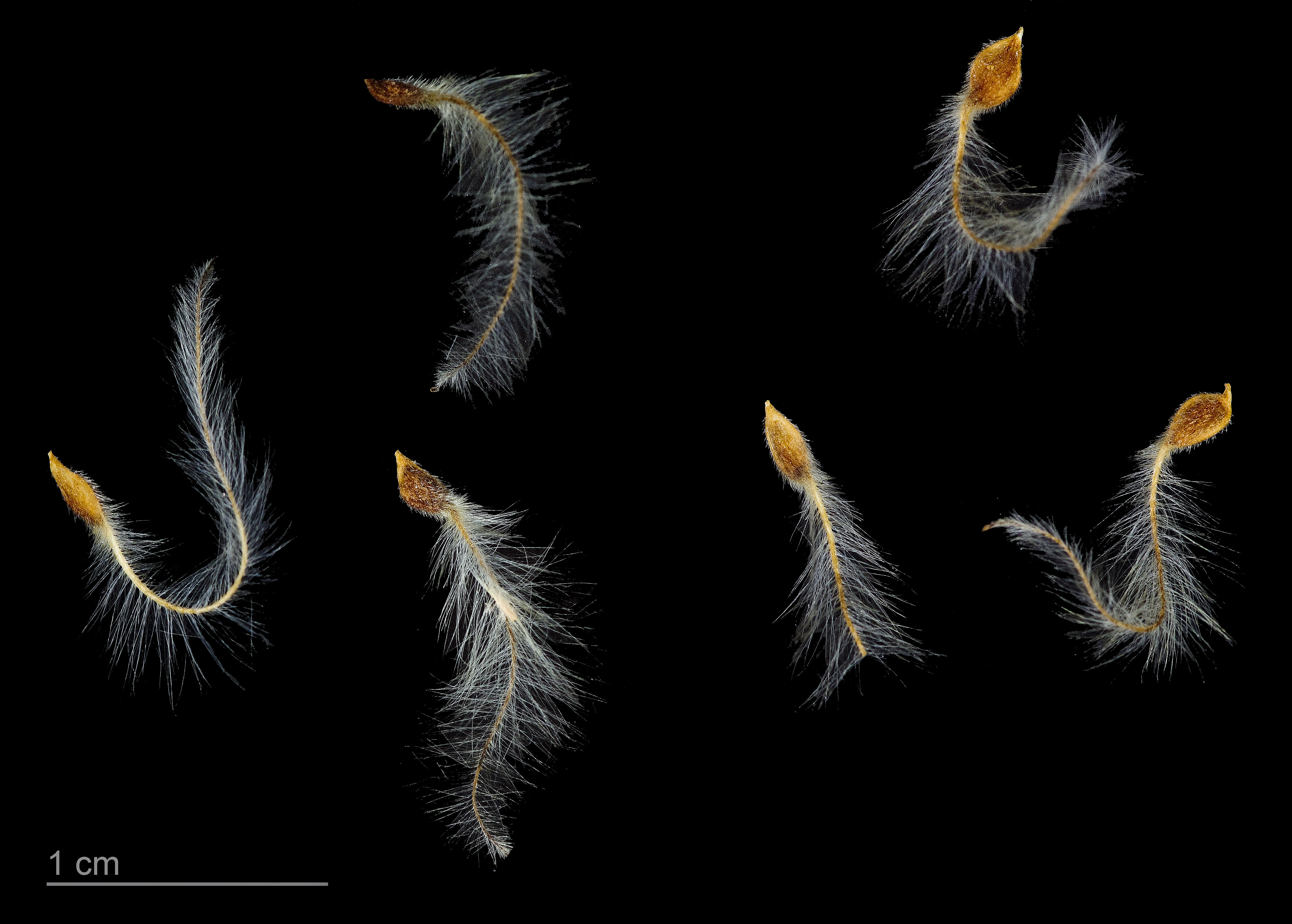
葡萄葉鐵線蓮的絲狀附屬物，看起來像「老人的鬍鬚」。

在英語語境裡也被稱為「旅人的快樂」（Traveler's Joy）或者「老人的鬍鬚」（英語：Old man's beard）。這是由於葡萄葉鐵線蓮的每個花序形成的多個果實具有長長的絲狀附屬物，看起來像是「老人的鬍鬚」。

## 描述
葡萄葉鐵線蓮是一種多年生的木質藤本植物，具有木質莖，生長高度可達 20 至 30 公尺。其葉片對生，羽狀複葉通常有五片小葉。小葉邊緣通常是完整的，有時上部小葉會有三裂。這種植物是落葉性，花為白色或白綠色，帶香氣，直徑約 2 公分。花序位於莖的頂端和葉腋上，每朵花都有完整的雄蕊和雌蕊。花沒有花瓣，只有四個萼片、雄蕊和多數花柱。果實為瘦果。

## 分布範圍
葡萄葉鐵線蓮原產於歐亞大陸和北非。在威爾士和英格蘭南部的原生地，葡萄葉鐵線蓮生長在白堊和石灰岩區域。這些地區鈣含量低，延緩生長。在中歐，這種植物生長在酸性到弱鹼性的土壤中，需要非常肥沃且排水良好的土壤。其原生地氣候溫帶且潮濕，限制因素包括年降雨量少於 800 公厘和夏季低溫的高海拔。這種植物在林地、森林邊緣、河岸地、廢棄地以及沿海和低地區域也能找到。在美國華盛頓州，葡萄葉鐵線蓮生長在喀斯開山脈的西面。報告指出，葡萄葉鐵線蓮喜歡中到高肥沃度的土壤、石灰性土壤以及剛被人為干擾的土壤，此時植物可以吸收硝酸鹽形式的氮。在紐西蘭泰哈皮，葡萄葉鐵線蓮危害森林資源、園林、道路邊及其他地方，此植物在紐西蘭北部地區 (奧克蘭以北) 危害性較小。

## 繁殖
在充足陽光下，葡萄葉鐵線蓮成熟較快，1 至 3 年內可產生種子，無性繁殖可能在一年後進行。估計當葡萄葉鐵線蓮到達頂冠層時，每 0.5 平方公尺可生產 17,000 顆種子。種子傳播由風、水、人和動物進行。葡萄葉鐵線蓮是風與昆蟲授粉，花蜜吸引昆蟲授粉。幾種蜂和蒼蠅被花粉和花蜜吸引。當根由幹莖長出來時，葡萄葉鐵線蓮也可通過裂根傳播。老植株常藉裂根傳播，因為老的莖組織含有更多水和儲備較多的碳水化合物 。

## 作為入侵物種
葡萄葉鐵線蓮能爬上森林最高的樹木，形成高密度、遮光的冠層，抑制下層所有植被的生長。大量蔓生後，該植物的葉和莖的重量會壓垮樹木，使原本健康的森林被其覆蓋，僅剩殘留的樹樁和樹幹。然而，有科學家發現發現，葡萄葉鐵線蓮雖會爬到樹冠，但無法爬上直徑較大的樹，除非有小樹和灌木提供支撐。他們在紐西蘭泰哈皮研究保留區的研究結果顯示，受到葡萄葉鐵線蓮侵害後，許多樹木和灌木種群數量大幅減少；當中不僅主冠層樹種消失，約 25% 的林下樹木和灌木樹種也已消失。
由於其擴散性繁殖系統、生命力和攀緣行為，葡萄葉鐵線蓮 在許多地方是一種入侵植物。 該物種能夠快速生長，攀緣速度是英國常春藤的幾倍，每株植物可產生超過100,000顆種子。該植物還可以通過莖和根的破碎進行擴散。

### 新西蘭
葡萄葉鐵線蓮最早在1940年被記錄為紐西蘭的一種雜草，儘管它在更早以前就已經在花園中被發現，並一度當作當地花園植物。據推測，葡萄葉鐵線蓮是從歐洲作為花園植物引入紐西蘭的，第一個野生植物的標本於1936年採集。現在，葡萄葉鐵線蓮幾乎遍布紐西蘭低地，除了北緯37°以北的地區。葡萄葉鐵線蓮可能是紐西蘭最廣為人知的環境雜草，當地社區團體、政府部門、地方當局、學校已經在大小區域內，通過機械或化學方法解決了大面積的侵襲。
目前在新西蘭，葡萄葉鐵線蓮被列為「不受歡迎的生物」，並被列入國家害蟲植物協議。它不能被出售、繁殖或分發。

### 北美
在北美，葡萄葉鐵線蓮被認為是一種入侵物種。它在華盛頓州、俄勒岡州、加利福尼亞州和不列顛哥倫比亞省都有發現。該物種也在美國東部存在。 該物種在1950年至1970年間作為觀賞植物引入太平洋西北地區。

## 害蟲與疾病
葡萄葉鐵線蓮被許多種類的蛾的幼蟲蛀食。這種植物會受番茄斑萎病毒影響。

## 用途
葡萄葉鐵線蓮在歐洲被作為觀賞植物種植。葡萄葉鐵線蓮曾在瑞士的石器時代用來製作繩索。在斯洛文尼亞，該植物的莖用來編織洋蔥籃，還用來捆綁農作物。它特別適合捆綁穀物捆，因為老鼠不會咬它。
幼芽可用於烹調和啤酒花，但需謹慎使用，因其有毒性。葉片具有止痛、利尿和發紅劑的作用。在意大利，嫩芽被收穫用來製作煎蛋（在托斯卡納被稱為「vitalbini」，而在威尼托則稱為「visoni」）。

## 外部連結
- 全球入侵物種數據庫 的存檔，存档日期2012-03-19. - 葡萄葉鐵線蓮
- 葡萄葉鐵線蓮 在 Bioimages.org
- 保加利亞地區的葡萄葉鐵線蓮 （页面存档备份，存于） - 保加利亞地區博物館的網站